# Francisco Madrid i Alier
Francesc Madrid i Alier, més conegut com a Francisco Madrid o Paco Madrid (Barcelona, 24 de febrer de 1900 - Buenos Aires, 8 de gener de 1952) fou un periodista, escriptor i guionista de cinema català.

## Biografia
Nascut a Barcelona, Francisco (Francesc, Paco, Paquito) Madrid va treballar com a periodista a Barcelona, París, Ginebra, Madrid i Buenos Aires. Va escriure novel·les, obres de teatre i guions cinematogràfics. Va ser força actiu en la política catalana fins a la guerra civil. El 1931, va ser nomenat Secretari del governador civil de Barcelona Lluís Companys. A Madrid, va ser viceeditor del diari La Voz. Com altres defensors de la Segona República Espanyola, va haver d'abandonar Espanya el 1936 per anar a l'Argentina.
A Buenos Aires, Francisco Madrid va treballar com a periodista, sobretot per als diaris "Noticias Gráficas" i "La Prensa", i per a la revista "El Hogar". Però, el seu treball més important a Argentina va ser per a la indústria cinematogràfica. Va escriure o co-escriure set guions de pel·lícules, entre elles la clàssica La Cabalgata del Circo (1945), co-escrita amb Mario Soffici.
També a Buenos Aires, va escriure Cine de hoy y de mañana, publicat el 1945, i Cincuenta años de cine. Crónica del séptimo arte, publicat el 1946. Aquest darrer és considerat una obra pionera, pel seu capítol en què descriu els orígens i la història de la incipient indústria cinematogràfica hispano americana.

## Obres

### Teatre
- El mal que pot fer una dona, Barcelona, 1926. Estrenada per la Companyia de Maria Vila i Pius Daví en el Teatre Apol·lo el 21 de desembre de 1926.[2]
- Oui - Oui, Barcelona, 1926. Musical. Escrita amb Josep Maria de Sagarra, Brauli Solsona i Manuel Sugrañes. Musica d'Enric Clará. Estrenada al Teatre Còmic el 16 d'abril de 1926.[3] Aquest musical va tenir tant d'èxit que es va reeditar en anys successius amb els títols de Pocker, She-She i Eureka (sempre títols de sis lletres perquè el productor, Manuel Sugrañes, creia que donaven sort).
- Reus, París y Londres, Barcelona, 1927. Musical. Escrita amb Pedro Puche. Música de Demon. Estrenada al Teatre Apol·lo el 2 de setembre de 1927.[4]
- Pocker, Barcelona, 1928. Musical. Escrita amb Joaquim Montero i Delgado, Brauli Solsona i Manuel Sugrañes. Musica d'Enric Clará.
- 9,000 pessetes, Barcelona, 1928. Estrenada per Joaquim Montero i Delgado al Teatre Novedades el 20 de maig de 1928.[5]
- Ella, ell i un cafe romantic, Barcelona 1928. Estrenada per Maria Lluïsa Rodríguez al Teatre Romea el 19 de maig de 1928.[6]
- 29, Barcelona, 1929. Musical. Escrita amb Brauli Solsona. Música de Demon. Estrenada per la Companyia d'Elena Jordi al Teatre Goya el 20 de desembre de 1929.[7]
- La Elena i els seus amants, Barcelona, 1929. Estrenada per la Companyia d'Elena Jordi al Teatre Goya.[8]
- Eureka, Barcelona, 1930. Revista musical. Escrita amb Brauli Solsona i Manuel Sugrañes. Musica d'Enric Clará.
- She, She, Barcelona, 1930. Revista musical. Escrita amb Josep Maria de Sagarra, Brauli Solsona i Manuel Sugrañes. Musica d'Enric Clará.
- La Comedia empieza cuando acaba, Barcelona, 1930. Estrenada per la companyia de Camila Quiroga al Teatre Poliorama el 26 de novembre de 1930.[9]
- Dos damas en el tablero, Barcelona, 1931. Estrrenada per la companyia de María Lluïsa Rodríguez al Teatre Poliorama el 3 de desembre de 1931.[10]
- Que te parece Lulu?, Barcelona, 1933. Estrenada per la comanyia d'Enric Rosas and Matilde Rivera al Teatre Barcelona el desembre de 1933.[11]
- El día que llegó Adelfa, amb l'actriu María Luisa Rodríguez, estrenada al Teatro Avenida, Buenos Aires, Argentina. També adaptada per a un personatge masculí, estrenada a la radio per l'actor argentí Pedro López Lagar.
- La vida de María Curie, La Habana, 1940, co-escrita amb Alejandro Casona.
- La Isabela, premiada amb el -Argentores Prize- 1948. Estrenada al Teatro Argentino per la companyia de Nélida Quiroga.

### Assajos i novel·les
- El ruidísimo pleito de las juntas de defensa y Millán-Astray, Barcelona: Gráficos Costa, 1922.
- Un diálogo con Don Ramon Valle-Inclán, a La Noche Barcelona, 20-III-1925. Reproduit a  Entrevistas, conferencias y cartas, J. Valle-Inclán y J. Valle-Inclán (eds), pp. 275–278, Valencia, Pre-Textos, 1994.
- La senyora del senyor Blum, novel·la. Barcelona, 1925.
- A la sombra de la aventura, novel·la. Barcelona, 1927.
- Los desterrados de la dictadura: reportajes y testimonios, Madrid, Editorial España, 1930.
- Ocho meses y un dia en el gobierno civil de Barcelona: Confesiones y testimonios. (El protagonista, Carlos Madrigal és, segurament, ell mateix). Barcelona: Las Ediciones de la Flecha, 1932.
- Conferencia Grandeza y miseria de Luis Bello, conferencia, 23 Juliol 1938, Centre Català de Rosario. Publicada posteriorment per l'Ateneo Luis Bello de Rosario.
- Valor humano de Indalecio Prieto," conferencia. Buenos Aires: Agrupación Asturiana de Ayuda a la España Leal. 1938.
- Las últimas veinticuatro horas de Francisco Layret, Buenos Aires, Publicaciones del Patronato Hispano-Argentino de Cultura, 1942.
- Genio e ingenio de Don Miguel de Unamuno, Buenos Aires, Aniceto López editor, 1943.
- La vida altiva de Valle-Inclán, Buenos Aires, Poseidón, 1943.
- George Bernard Shaw. Sus ideas, sus anécdotas, sus frases, Buenos Aires, Schapire, 1951.
- Sangre en Atarazanas, novel·la. Barcelona-Madrid, Las Ediciones de La Flecha, 1926.
- Los conspiradores de Ginebra, novel·la. Publicada de forma pòstuma per Plaza y Janés, 1969.

### Assajos cinematogràfics
- Film de la República Comunista Libertaria. Reportaje politico. Barcelona-Madrid: La Flecha, 1932.
- Revista Cine, co-editada amb Jaime Jacobson. Aquí, va publicar la història del cinema en cent terminis.
- Mario Soffici o el naturalismo dramático a Los directores argentinos,, col·lecció  El cine al día , 1944. També publicada per JMCouselo, J.Gómez Bas y Kive Staif, Centro de investigación del Cine argentino, Tercer Festival Internacional de Mar del Plata, Gener de 1961.
- Cine de hoy y de mañana, Buenos Aires, Poseidón, 1945.
- Cincuenta años de cine. Crónica del séptimo arte, Buenos Aires, Ediciones del Tridente, 1946.

### Traduccions
- Baby, la ventafocs núm. 52, de John Hartley Manners, Barcelona, Llibreria Bonavia, 1930. Estrenada al Teatre Romea el 28 de març de 1930.[12]
- Tres maneres de parlar, d'André Charmul, estrenada al Teatre Romea el 8 de gener de 1931.[13]
- The Children's Hour, de Lillian Hellman, traduïda per Las innocentes, estrenda el 1936 al Teatre Corrientes, avui Teatro Municipal San Martín.
- Mujeres, de Claire Booth, protagonitzada per l'actiu argentina Mecha Ortiz el 1938, Teatro Smart.
- Retrato de familia, protagonitzada per l'actriu Blanca Podestá, estrenada al Teatro Smart.
- María Rosa, d'Àngel Guimerà, protagonitzada per Amelia Bence y Alberto Closas.
- Nuestro pueblo, de Thornton Wilder, estrenada per la Companyia d'Eva Franco.
- Luz de gas, de Patrick Hamilton, estrenada per Camila Quiroga.
- Un invierno en Mallorca, de George Sand. Buenos Aires, Poseidón, 1943.
- La escuela de las mujeres y Roberto – Genoveva. Segunda parte de la escuela de las mujeres, d'André Gide, Buenos Aires, Ediciones Malinca, 1954.
- La vida heroica de María Curie, d'Eva Curie. Buenos Aires, Espasa-Calpe, 1941.

### Films

#### Guions
- Despertar à la vida (1945) Segons "El cobayo del Dr Arnó", per Carlos Alberto Silva.
- La cabalgata del circo (1945) co-escrita amb Mario Soffici i Eduardo Boneo.
- Los pueblos dormidos (1947), documental.
- La copla de la Dolores (1947) Segons "Lo que fue de la Dolores", de José Manuel Acevedo.
- Olé torero (1949) de Benito Perojo.
- Sombras en la frontera (1951)

#### Guions originals
- María Rosa, (1946) co-escrita amb Ariel Cortazzo.